# فينيسلا
فينيسلا (بالنرويجية Vennesla) هي بلدية في مقاطعة فست أغدرفي النرويج، تقع في منطقة جنوب النرويج. المركز الإداري للبلدية هو قرية فينيسلا، وتشمل البلدية قرى أخرى هي غروفانى، هاغيلاند، هومستيان، أوفر أيكلاند، أوفربو رويكنيس، سكاربينلاند. تقع فينيسلا على بعد حوالي 17 كيلومتر (11 ميل) شمال مدينة كريستيانساند في وادي نهر أوترا.
تقع على مساحة 384 كيلومتر مربع (148 ميل2) في المركز 244 من حيث المساحة من أصل 422 بلدية في النرويج. وتحتل البلدية المركز الـ 82 من حيث عدد السكان في النرويج، حيث يبلغ تعداد سكانها 14,2525، وتبلغ كثافتها السكانية 39.8 نسمة لكل كيلومتر مربع (103/ميل2)، وقد زاد سكانها بنسبة 14.9 ٪ خلال العقد الماضي.

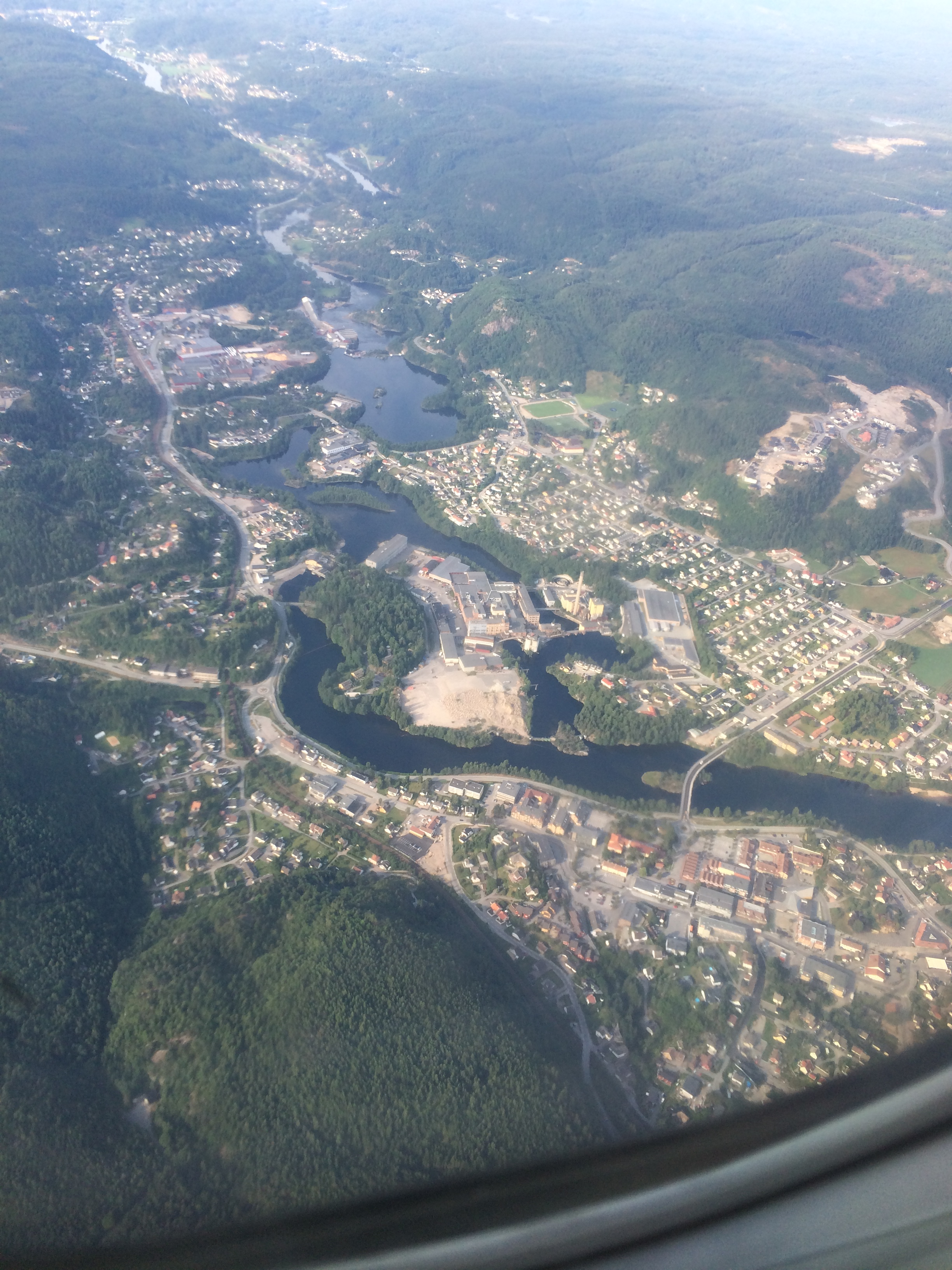
منظر لقرية فينيسلا

## شعار النبالة
يرجع شعار النبالة الخاص بالبلدية إلى العصر الحديث، حيث حصلت عليه تحديداً في 15 مايو 1971. وهو ذو خلفية حمراء مع ثلاثة خطوط متموجة تمر بشكل قُطري وترمز إلى نهر أوترا الذي يمر عبر البلدية، وفوقها نجد خطوطاً ذهبية عريضة لستة أشجار ترمز إلى أهمية الغابات في الاقتصاد المحلي، وأسفل النهر نجد اثنان من التروس ذهبية اللون والتي ترمز إلى الصناعة المحلية. ويوجد أعلى الشعار تاج ذو ثلاث رؤوس يمثل البلديات الثلاث التي تم دمجها في عام 1964 لتشكيل البلدية الحالية: فينيسلا هاغيلاند، أوفربو، وأوفربو.